# Milionia rubidifascia
Milionia rubidifascia là một loài bướm đêm trong họ Geometridae.